# Evangelij po Andreju
Evangelij po Andreju je izgubljeni evangelij, ki ga omenjata papež Inocenc I. ter sveti Avguštin. Morda gre za isto delo kot Andrejeva dela.